# Novoiuriivka, Novîi Buh
Novoiuriivka (în ucraineană Новоюр'ївка) este localitatea de reședință a comunei Novoiuriivka din raionul Novîi Buh, regiunea Mîkolaiiv, Ucraina.

## Demografie
Componența lingvistică a localității Novoiuriivka
     Ucraineană (96,28%)
     Rusă (2,26%)
     Română (1,29%)
     Alte limbi (0,16%)
Conform recensământului din 2001, majoritatea populației localității Novoiuriivka era vorbitoare de ucraineană (96,28%), existând în minoritate și vorbitori de rusă (2,26%) și română (1,29%).